# Шпиківський замок-палац
Шпиків — давнє поселення на Поділлі в землі Брацлавській. Через Шпиків тече річка — Шпиківка, притока р. Богу (Південного Бугу).

## Історія
В XVI столітті Шпиківська земля належала родині Кішків. В 1582 році Іван Кішка  продав Шпиків князю Острозькому. Після того як роди князів Острозьких та Заславських вигасли, Шпиків перейшов до родини Замойських. Пізніше Шпиків як віно переходить до Конецпольських і від них до Потоцьких гербу Пилява. Шпиків входив до «Тульчинського ключа», який належав Станіславові Щенсному Потоцькому. Донька С. Щ. Потоцького Октавія внесла Шпиків як віно до родини Свейковських — Янові Сьвейковському.
Леонард Марцін Свейковский збудував у XVIII ст. у Шпикові палац з наріжними баштами, з лицарським дитинцем, з великою в'їзною брамою. В палаці була галерея портретів Потоцьких та Свейковських, збройна кімната з великою кількістю панцерів та караценів. Стіни палацу були завішані килимами та тульчинськими шовковими гобеленами.